# Академія надписів та красного письменства
Академія написів та красного письменства, Академія написів і витонченої літератури (фр. Académie des Inscriptions et Belles-Lettres) — французьке наукове товариство в області гуманітарних наук, один з п'яти членів Інституту Франції.
Академія була заснована в 1663 році під назвою «Королівська академія надписів і медалей», як невелике товариство спеціалістів з історії та античності. Одним із засновників був теолог Жан Мабільон. Її засновування патронував міністр фінансів Франції Жан Батист Кольбер. Початковою задачею Академії було складання латинських надписів для монументів та медалей, які видавалися за часів правління короля Людовика XIV. З 1701 р. Академія була проголошена офіційною державною установою. Свою сучасну назву вона отримала в 1716 році.
За статутом Академії вона передусім опікується вивченням пам'ятників, документів, мов і культур цивілізацій античності, середньовіччя та класичного періоду, а також неєвропейських цивілізацій.